# DRY&HEAVY
DRY&HEAVY（ドライ・アンド・ヘヴィ）は日本のバンド、ダブレゲエユニットである。1991年七尾と秋本の2人によって結成。通称「ドラヘヴィ」。

## 概要
七尾"DRY"茂大（ドラム）と秋本"HEAVY"武士（ベース）という2人からなるレゲエ・リズム・チーム。1990年、VITAL CONNECTIONなるバンド内においてリズム・コンビである＜DRY&HEAVY＞としての活動を開始する。1995年にはLIKKLE MAIや井上青らをフィーチャーした編成となり、1997年の『DRY&HEAVY』でアルバム・デビューを果たす。低音が効果的なルーツ・レゲエ・サウンドと過激なダブワイズが幅広い注目を集める。その後コンスタントにアルバムをリリースする一方、日本以外での活動も活発に行って各国で話題となる。 
2001年のフジロック・フェスティバルにおいて、秋本が脱退宣言。七尾は秋本抜きの編成でDRY&HEAVYを継続し、秋本はGOTH-TRADとのREBEL FAMILIAおよび若手と結成したTHE HEAVYMANNERSにて活発な活動を続けた。2010年に七尾と秋本によるオリジナルのリズム・チームで再度活動を開始する。 

## メンバー
- 七尾"DRY"茂大（ドラム）
- 秋本"HEAVY"武士（ベース）

### 元メンバー
- 力武啓一（ギター）
- 井上青（ボーカル）
- LIKKLE MAI（ボーカル）
- The K(堀口馨)（ギター）
- 外池満広（キーボード）
- 内田直之（ミキシング・レコーディングエンジニア）
- PATA（ベース）2001年8月加入。元audio activeサポート

## ディスコグラフィー

### シングル
1. Mr. Blueflame（1999年1月）
2. Somebody Has Come（1999年2月）
3. Radical Star（1999年6月）
4. Dawin Is Breaking（2000年2月25日）
5. Rumble（2000年4月21日）1000枚限定
6. Love Explosion（2000年5月19日）1000枚限定
7. Less Is More（2000年8月5日）1000枚限定
8. Strictly Baby（2002年4月27日）
9. In a Fine Smile（2002年6月8日）
10. New Creation/Right Track（2002年9月21日）
11. ONE SHOT ONE KILL（2011年）(Black Smoker Records)

### アルバム
1. Dry & Heavy（1997年8月）
2. One Punch（1998年11月）
3. Full Contact（2000年6月2日）
4. King Jammy meets Dry&Heavy in the Jaws of the Tiger（2000年10月14日）ダブアルバム
5. From Creation（2002年7月3日）
6. Dub Creation（2002年9月7日）ダブアルバム

### リミックス
- audio active「YOU'RE NO GOOD」（2001年1月24日）

2.YOU'RE NO GOOD(DRY&HEAVY remix)
- MIHO「hydropathy」（2001年3月14日）

2.hydropathy(DRY&HEAVY remix)
- Keyco「SUMMERHOLIC」（2001年7月11日）

3.夢で逢えたら Dry & Heavy Remix
- Keyco「Impressions」（2002年11月13日）

3.前に(DRY&HEAVY REMIX)
- Shing02「SHING02 LIMITED EXPRESS MIX Mixed by DJ ICE WATER」（2003年9月18日）

6.My Nation(Dry&Heavy version)
- YMO「YMO REMIXES TECHNOPOLIS 2000-00」（2000年11月22日）

5.インソムニア(DRY & HEAVY REMIX)
- キリンジ「鋼鉄の馬」（2002年11月7日）

3.鋼鉄の馬-Moonlight Drive Mix/Remixed by Dry&Heavy-
4.鋼鉄の馬-MOONLIGHT DOB/Remixed by Dry&Heavy-
- Dragon Ash「morrow」（2003年6月25日）

4.morrow(DRY & HEAVY remix)
- PUSHIM「Sing A Song...Lighter!」（2006年7月26日）

8.スーパースター誕生 feat.DRY&HEAVY
- NIRGILIS「GIRL」（2007年2月21日）

3.Thank you for the special day!!(Dubwise remix for the special pay!!)by L?K?O feat.井上青(Dry&Heavy)